# Захеди, Мохаммад Реза
Мохаммад Реза Захеди (англ. Mohammad Reza Zahedi; 23 августа 1961, Исфахан, Исфахан, Шаханшахское Государство Иран — 1 апреля 2024, Эль-Мезза или Дамаск, Сирия) — иранский военачальник, бригадный генерал. Командующий Сухопутными силами Корпуса стражей исламской революции с июля 2006 по июль 2008 года.
Его имя было включено в так называемый «чёрный список» ООН из 15 высокопоставленных военных и политических деятелей Ирана, подозреваемых в причастности к разработке ядерной и ракетной программ Тегерана, и которым запрещён выезд за пределы Ирана.
В 2024 году Захеди был убит в результате израильского авиаудара по иранскому консульству в районе Эль-Мезза в сирийской столице Дамаске. По данным The Guardian, Захеди, скорее всего, был важной фигурой в отношениях Тегерана с «Хезболлой» в Ливане и президентом Сирии Башаром Асадом в Сирии.

## Военная карьера
Захеди вступил в Корпус стражей исламской революции (КСИР) в 1979 году и служил офицером среднего звена во время ирано-иракской войны. Он возглавлял 44-ю дивизию «Камар Бени Хашим» с 1983 по 1986 год, а затем с 1986 по 1991 год возглавлял 14-ю дивизию «Имам Хоссейн». Был командиром базы «Тар-Аллах» в Тегеране и заместителем командующего операциями КСИР. 21 января 2006 года был назначен командующим сухопутными войсками Корпуса стражей исламской революции. С 2007 по 2015 год он возглавлял силы «Кудс» в Сирии и Ливане, координируя деятельность КСИР с шиитскими ставленниками в этих странах.

### Силы «Кудс»
В 1998 году Касем Сулеймани, новый командующий силами «Кудс», назначил Захеди лидером ливанского корпуса сил «Кудс», ответственного за предоставление оружия и технических знаний военному крылу «Хезболлы». По словам Араша Азизи, назначение Сулеймани Захеди на эту должность наряду с назначением Хосейна Шейхолеслама послом Ирана в Сирии также в 1998 году свидетельствовало о решимости Сулеймани усилить «Хезболлу» в Ливане, и возобновить ирано-сирийское дипломатическое и военное сотрудничество.
Первый срок пребывания Захеди на посту лидера Ливанского корпуса продлился до 2002 года. В этом качестве Захеди сыграл важную роль в повышении боеспособности «Хезболлы» совершать нападения на израильские силы, оккупирующим Южный Ливан, и в планировании наступления «Хезболлы» весной 2000 года, которое привело к поражению произраильской армии Южного Ливана и окончательному выводу израильских сил обороны из Ливана, что положило конец конфликту в Южном Ливане в 2000 году в пользу «Хезболлы».
После вывода израильских войск и до конца своего первого срока пребывания на посту лидера Ливанского корпуса Захеди, как полагают, был частью небольшого совместного командования КСИР и «Хезболлы», включая Сулеймани, генерала Ахмада Каземи и начальника военных операций «Хезболлы» Имада Мугния, которые отвечали за руководство строительством крупного наземного и сеть подземных укреплений на юге Ливана, которая помогала «Хезболле» в ливанской войне 2006 года. Считается также, что этот человек несёт ответственность за планирование в 2000 году трансграничного рейда «Хезболлы», в ходе которого 7 октября 2000 года они проникли на территорию Израиля и захватили израильского полковника Эльханана Танненбаума.
В 2008 году Сулеймани во второй раз назначил Захеди на должность командующего Ливанским корпусом Сил Кудс. Его второй срок пребывания в должности продлился до его убийства в 2024 году. В этом качестве он участвовал в гражданской войне в Сирии на стороне правительства Башара Асада. Он также руководил поставками большого количества оружия из Ирана через Сирию для «Хезболлы» вплоть до своего убийства.
Согласно заявлению иранской политической организации «Совет коалиции революционных сил» Захеди стоял за организацией нападения группировки ХАМАС на Израиль 7 октября 2023 года.

## Смерть
1 апреля 2024 года Захеди был убит в результате израильского авиаудара по зданию консульства, примыкающее к иранскому посольству в сирийской столице Дамаске. По словам посла Ирана в Сирии Хосейна Акбари, в результате авиаудара погибли от пяти до семи человек. По данным сирийских государственных СМИ, в результате удара были нанесены «массовые разрушения» зданию консульства, а также соседним зданиям. Захеди стал самым высокопоставленным убитым офицером КСИР, после Касема Сулеймани убитого американским авиаударом в январе 2020 года. После его смерти представитель Министерства иностранных дел Ирана осудил нападения и заявил, что страна оставляет за собой право предпринять ответные действия против «агрессоров», стоящих за авиаударом, хотя израильское правительство избегало каких-либо заявлений о взятии на себя ответственности. 13 апреля 2024 года Иран запустил сотни беспилотников и баллистических ракет по Израилю; израильское правительство заявило, что оно перехватило 99 % иранских снарядов, но в результате атаки был тяжело ранен ребёнок. 19 апреля 2024 года Израиль атаковал иранскую систему противовоздушной обороны в ответ на обстрел беспилотниками и ракетами, произведённый неделей ранее.